# Каишево
Каишево (баш. Ҡайыш) — деревня в Дюртюлинском районе Башкортостана, входит в состав Староянтузовского сельсовета.

## Население
В 1906—627 человек; 1920—739; 1939—701; 1959—372; 1989—211.
| 2002 | 2009 | 2010 |
| ---- | ---- | ---- |
| 189  | ↗192 | ↗197 |

Согласно переписи 2002 года, преобладающие национальности — татары (68 %), башкиры (28 %).

## Географическое положение
Расстояние до:
- районного центра (Дюртюли): 16 км,
- центра сельсовета (Аканеево): 2 км,
- ближайшей ж/д станции (Уфа): 142 км. 
Деревня расположена вдоль реки Яубазы.

## История
Деревня Каишево основана в 1770-х годах. Возникла на вотчинной земле башкир Шамшадинской волости на основе припуска.
В 1816 г. было 180, в 1834 г. — 256, в 1859 г. — 365 мишарей. 
В «Списке населенных мест по сведениям 1870 года», изданном в 1877 году, населённый пункт упомянут как деревня Каишева (Камилева) 4-го стана Бирского уезда Уфимской губернии. Располагалась при речке Евбазе, на почтовом тракте из Бирска в Мензелинск, в 35 верстах от уездного города Бирска и в 13 верстах от становой квартиры в деревне Дюртюли. В деревне, в 67 дворах жили 357 человек (187 мужчин и 170 женщин, мещеряки). Жители занимались земледелием и скотоводством. 
В 1920 г. в 151 дворе проживало 739 мишарей. В 1843 г. на 47 дворов с 275 мишарями приходилось 173 десятины пашни, 40 десятин сенокосных мест, 50 десятин леса, а также 127 лошадей, 125 коров, 125 овец, 120 коз. Имели 50 ульев. На каждого из 275 мишарей сеяли по 4,5 пуда озимого и по 3,8 пуда ярового хлеба.

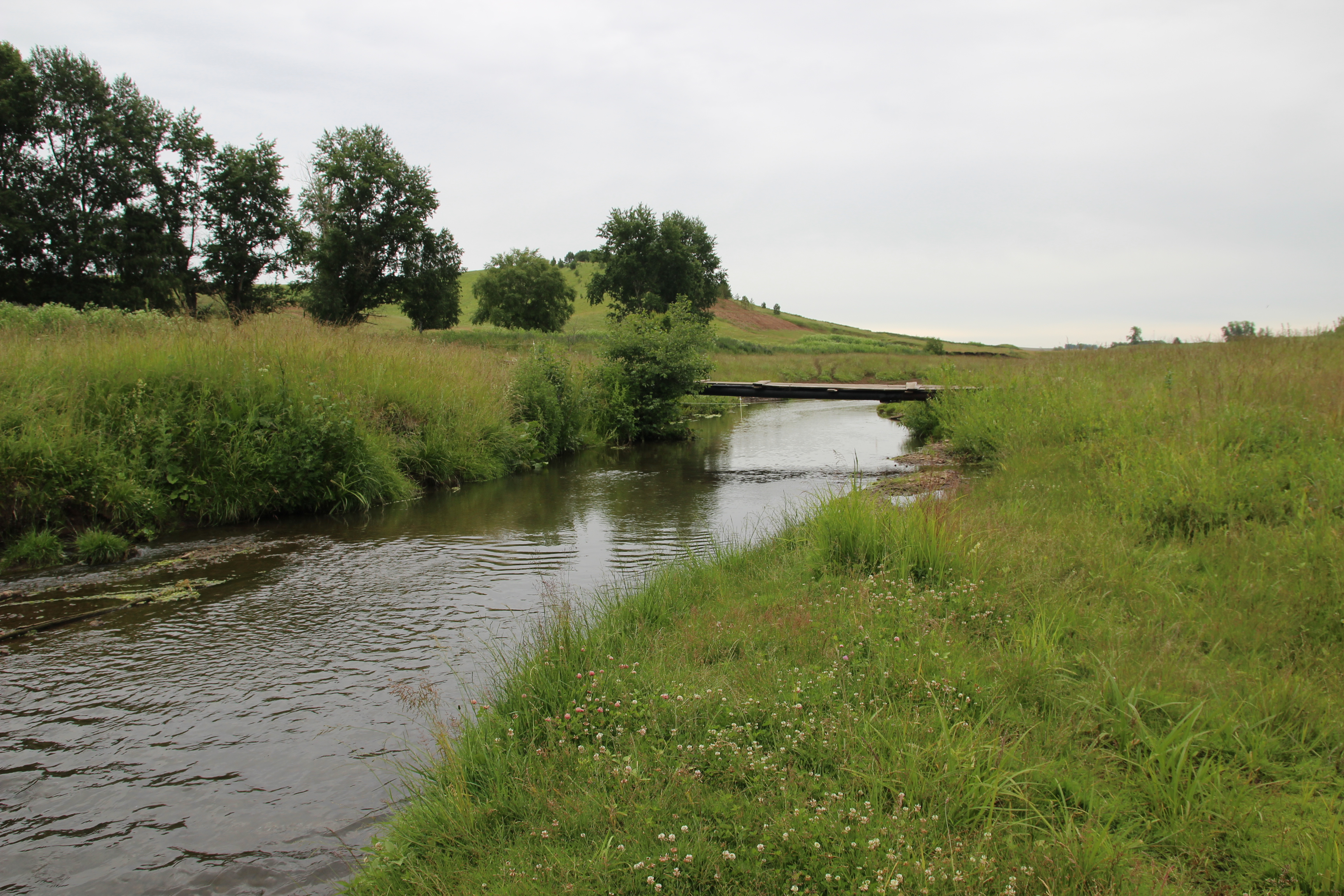
Река Яубазы

С середины 19 века в деревне действовала мечеть. В годы борьбы СССР с религией, она была закрыта и перестроена под клуб. Впоследствии здание было снесено.
В 1906 зафиксированы мечеть, водяная мельница, хлебозапасный магазин.
В годы Великой Отечественной войны из деревни на фронт ушли более 60 человек.

## Известные уроженцы
- Рафиков, Сагид Рауфович (1912—1992) — советский химик, академик АН Казахской ССР (1962), член-корреспондент АН СССР (1970).
- Мухамметьянов, Бадретдин Мухамметьянович (1909-1944) — советский поэт башкирского происхождения. Член Союза писателей БАССР (1939). Стихи публиковал под псевдонимом Бадруш Мукамай.